# Dennis Cardoza
Dennis Alan Cardoza (ur. 31 marca 1959 w Merced) – amerykański polityk, członek Partii Demokratycznej.

## Działalność polityczna
Od 1996 zasiadał w Zgromadzeniu Stanowym Kalifornii. W okresie od 3 stycznia 2003 do 15 sierpnia 2012 przez pięć kadencji był przedstawicielem 18. okręgu wyborczego w stanie Kalifornia w Izbie Reprezentantów Stanów Zjednoczonych.

## Odznaczenia
- Krzyż Wielkiego Oficera Orderu Infanta Henryka (Portugalia, 2012)[2]